# Happy Land Circuit
Der Happy Land Circuit ist eine Motorsport-Rennstrecke im vietnamesischen Bezirk Bến Lức in der Provinz Long An und liegt 30 km südwestlich von Ho-Chi-Minh-Stadt. 

## Geschichte
Der Kurs wurde 2016 als erste Rennstrecke des Landes eröffnet. Er ist Teil des Happy-Land-Freizeitparks. 

## Streckenbeschreibung
Die 1,4 km lange Strecke kann mittels zweier Kurzanbindungen in vier unterschiedlich lange Streckenvarianten konfiguriert werden. Im Infield befindet sich eine 1,1 km lange Motocrossstrecke.

## Veranstaltungen
Auf der Strecke finden Motorrad-Rennen, Trackdays und Fahrerschulungen statt. 